# Messadjisso
Messadjisso (ou Mesadjiso) est un village du Cameroun situé dans le département du Boumba-et-Ngoko et la région de l'Est, à proximité de la frontière avec la République centrafricaine. Il fait partie de la commune de Gari-Gombo.

## Population
Lors du recensement de 2005, on y dénombrait 150 habitants.